# 鹿児島市電2系統

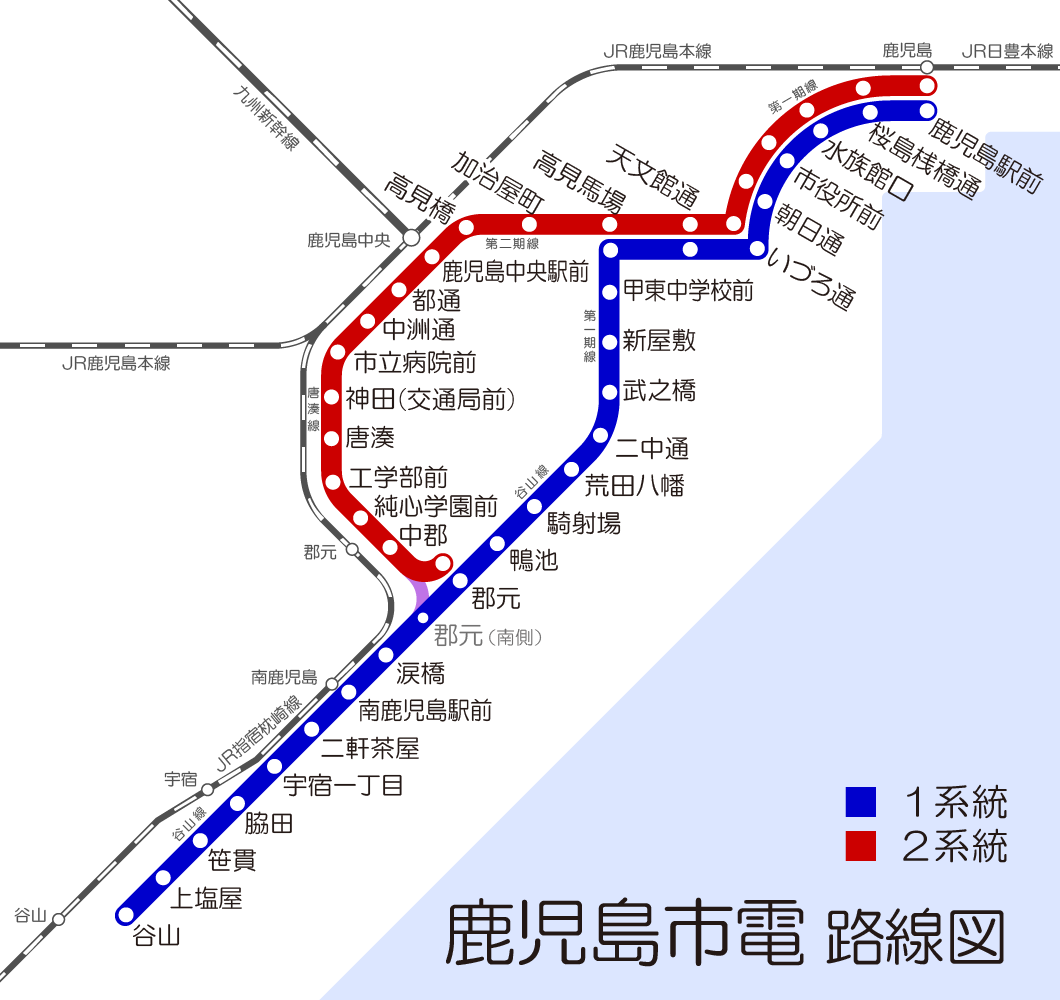
鹿児島市電の路線図。赤色の線が2系統

鹿児島市電2系統（かごしましでん2けいとう）は、鹿児島市電が運行を行う路面電車の運転系統の一つである。鹿児島市の鹿児島駅前を起点とし、高見馬場、鹿児島中央駅前、神田（交通局前）を経由し、同市郡元へ至る。1985年から1991年は上町線（清水町 - 岩崎谷 - 市役所前、1985年廃線）乗り入れの名残で市役所前発着だった。
路線別に分けると第一期線の一部と第二期線、唐湊線が当系統にあたる。

## 路線データ
- 路線距離（営業キロ）：5.7km
- 停留場数：20（起終点含む）
- 運行時間：通年05：30～23：41（系統内区間便含む、九州地方の路面電車ではもっとも運行時間が長い。）

## 歴史
- 1914年（大正3年）7月22日 - 山之口馬場（後の山之口町、廃止済） - 天文館通間が開業。
- 1914年（大正3年）
  - 10月3日 - 天文館通 - 朝日通間が開業。
  - 10月16日 - 朝日通 - 不断光院（現・市役所前）間が開業。
  - 12月20日 - 不断光院 - 停車場前（現在の鹿児島駅前）間が開業。
- 1915年（大正4年）12月17日 - 高見馬場 - 武駅前（現在の鹿児島中央駅前）間が開業。
- 1928年（昭和3年）
  - 7月1日 - 鹿児島市電気局に移管。
- 1933年（昭和8年）
  - 1月26日 - 鹿児島市交通課に改組。
  - 7月5日 - 複線軌道を有する高見橋が完成[1]。
- 1944年（昭和19年）10月24日 - 鹿児島市交通部に改組。
- 1950年（昭和25年）10月1日 - 西鹿児島駅前（現在の鹿児島中央駅前） - 中洲通間が開業。
- 1952年（昭和27年）6月1日 - 中洲通 - 唐湊（現在の神田（交通局前））間が開業。
- 1952年（昭和27年）10月1日 - 鹿児島市交通局に改組。
- 1957年（昭和32年）3月29日 - 神田 - 大学通（現在の工学部前）間が開業。
- 1959年（昭和34年）12月20日 - 工学部前 - 郡元間が開業。

## 停留場一覧
| 路線     | 電停 番号 | 停留場名       | 読み方                        | 周辺施設・接続路線 | 軌道     |
| -------- | --------- | -------------- | ----------------------------- | --- | -------- |
| 第一期線 | N01       | 鹿児島駅前     | かごしまえきまえ              | JR日豊本線・鹿児島本線鹿児島駅 石橋記念公園 | 併用軌道 |
| 第一期線 | N02       | 桜島桟橋通     | さくらじまさんばしどおり      | 南洲神社・西郷南洲顕彰館 | 併用軌道 |
| 第一期線 | N03       | 水族館口       | すいぞくかんぐち              | 桜島フェリーターミナル・いおワールドかごしま水族館・鹿児島市消防局 | 併用軌道 |
| 第一期線 | N04       | 市役所前       | しやくしょまえ                | 鹿児島市役所・鹿児島県歴史資料センター黎明館（鶴丸城跡）・鹿児島県立図書館・国立病院機構鹿児島医療センター                                                             | 併用軌道 |
| 第一期線 | N05       | 朝日通         | あさひどおり                  | 西郷隆盛銅像・鹿児島県文化センター・かごしま近代文学館・鹿児島市立美術館・鹿児島市中央公民館・山形屋・鹿児島東郵便局                                                   | 併用軌道 |
| 第一期線 | N06       | いづろ通       | いづろどおり                  | 照国神社・マルヤガーデンズ・カリーノ天文館 | 併用軌道 |
| 第一期線 | N07       | 天文館通       | てんもんかんどおり            | 天文館・鹿児島県立博物館・センテラス天文館 | 併用軌道 |
| 第一期線 | N08 I08   | 高見馬場       | たかみばば                    | 鹿児島市電1系統に接続（ただし鹿児島駅方面から乗車の場合を除く） | 併用軌道 |
| 第二期線 | N09       | 加治屋町       | かじやちょう                  | 鹿児島県立鹿児島中央高等学校・維新ふるさと館 | 併用軌道 |
| 第二期線 | N10       | 高見橋         | たかみばし                    | 鹿児島県立鶴丸高等学校・鹿児島高等学校 | 併用軌道 |
| 第二期線 | N11       | 鹿児島中央駅前 | かごしまちゅうおうえきまえ    | JR九州新幹線・鹿児島本線・日豊本線（直通）・指宿枕崎線鹿児島中央駅 南国交通バスターミナル・イオン鹿児島中央店・アミュプラザ鹿児島・鹿児島中央郵便局・MBC南日本放送本社 | 併用軌道 |
| 唐湊線   | N12       | 都通           | みやこどおり                  | 鹿児島県立甲南高等学校 | 併用軌道 |
| 唐湊線   | N13       | 中洲通         | なかすどおり                  | | 併用軌道 |
| 唐湊線   | N14       | 市立病院前     | しりつびょういんまえ          | 鹿児島市立病院 | 併用軌道 |
| 唐湊線   | N15       | 神田(交通局前) | しんでん (こうつうきょくまえ) | 鹿児島市交通局・鹿児島大学農学部・共同獣医学部 | 併用軌道 |
| 唐湊線   | N16       | 唐湊           | とそ                          | 鹿児島大学工学部・理学部 | 併用軌道 |
| 唐湊線   | N17       | 工学部前       | こうがくぶまえ                | 鹿児島大学教育学部・法文学部 | 併用軌道 |
| 唐湊線   | N18       | 純心学園前     | じゅんしんがくえんまえ        | 郡元駅・鹿児島純心女子高等学校・鹿児島純心女子短期大学・鹿児島大学教育学部附属小学校・附属中学校                                                                       | 併用軌道 |
| 唐湊線   | N19       | 中郡           | なかごおり                    | | 併用軌道 |
| 唐湊線   | N20 I16   | 郡元           | こおりもと                    | 鹿児島市電1系統に接続 鹿児島県庁舎・鹿児島市医師会病院 | 併用軌道 |

※本表での接続路線の表記は、JR線は駅が隣接している停留場、鹿児島市電は無賃での乗り換えが認められている停留場のみ表記。
また鹿児島駅前 - 高見馬場では1系統と併走。